# Norman Scott
Norman Scott (Indianapolis, 10 agosto 1889 – Guadalcanal, 13 novembre 1942) è stato un ammiraglio statunitense.
Entrato in marina nel 1911, prestò molti anni di servizio sui cacciatorpediniere detenendo anche importanti incarichi a terra. Inviato sul fronte del Pacifico, al comando di una squadra di quattro unità appoggiò gli sbarchi di Guadalcanal nell'agosto 1942 e a ottobre fermò con successo una formazione navale giapponese il cui obiettivo era la distruzione della pista aerea sull'isola. Scott trovò la morte il 13 novembre durante una feroce battaglia al largo di Guadalcanal, quando la sua ammiraglia, l'incrociatore Atlanta, fu colpita dal fuoco di una corazzata avversaria.

## Biografia

### Inizio carriera militare
Nato a Indianapolis nel 1889, Scott si iscrisse all'Accademia Navale nel 1907 e ne uscì quattro anni più tardi; nel marzo 1912 gli fu conferito il brevetto di guardiamarina, quando era già parte dell'equipaggio della nave da battaglia Idaho, poi prestò servizio su diversi cacciatorpediniere. Fu quindi imbarcato sulla USS Jacob Jones quale executive officer (definizione statunitense per il primo ufficiale), unità distaccata nell'Oceano Atlantico in appoggio ai britannici nella guerra dei convogli; nel dicembre 1917 la nave fu silurata e affondata da un U-Boot tedesco e Scott venne lodato per il comportamento tenuto durante il naufragio. Promosso a tenente di vascello, spese il resto del conflitto lavorando nel Ministero della Marina e ricoprendo l'incarico di aiutante navale del presidente Thomas Woodrow Wilson.

### Tra le due guerre
Nel 1919, elevato provvisoriamente al rango di capitano di corvetta, Scott ebbe il comando di una divisione (gruppo di 4 navi, con più divisioni formanti uno squadron, squadriglia) di Eagle Boats, classificate come PE ("Patrol Escort" - pattugliatori di scorta), e assunse il comando delle PE numero 2 e 3. Nel corso dei primi anni venti fu nuovamente trasferito sui cacciatorpediniere, ma ebbe anche qualche incarico a terra nelle Hawaii e servì a bordo della corazzata New York. Dal 1924 al 1930 Scott fu inserito nello Stato Maggiore del comandante della Flotta da Battaglia e divenne istruttore all'Accademia Navale; quindi, al principio del nuovo decennio, assunse il comando dapprima del cacciatorpediniere USS MacLeish (DD-220) e in seguito del pari classe USS Paul Jones (DD-230); poi ebbe un altro incarico al Ministero della Marina. Frequentò inoltre, sempre all'inizio degli anni trenta, il Corso Ufficiali Superiori del Collegio di Guerra Navale. In questi anni Scott divenne esperto di artiglieria navale e poteva vantare una notevole competenza visti i suoi trascorsi in diversi Stati Maggiori.
Divenuto capitano di fregata dopo aver passato un periodo di servizio come executive officer imbarcato sull'incrociatore leggero Cincinnati, Scott partecipò alla missione navale inviata dagli Stati Uniti d'America in Brasile tra il 1937 e il 1939. Fu nominato capitano nel dicembre 1939 e posto al comando dell'incrociatore pesante Pensacola, ruolo che deteneva ancora quando il 7 dicembre 1941 l'Impero giapponese lanciò l'attacco che devastò Pearl Harbor, trascinando gli Stati Uniti nella seconda guerra mondiale.

### Seconda guerra mondiale
Nel gennaio del 1942 Scott venne assegnato all'Ufficio del Capo delle Operazioni navali della United States Navy. Promosso temporaneamente al grado di retroammiraglio nel maggio dello stesso anno, fu inviato nel da poco stabilito teatro del Pacifico sud-occidentale; il 7 agosto, al comando di un gruppo navale formato dai due incrociatori leggeri San Juan e Hobart e dai due cacciatorpediniere Monssen e Buchanan, Scott dette supporto attivo agli sbarchi effettuati sull'isola di Tulagi e su quella di Guadalcanal, nelle isole Salomone meridionali. In seguito alla riuscita dell'operazione anfibia fu organizzato uno schermo navale la cui porzione orientale era rappresentata dalle navi di Scott, che seguirono una rotta nord-sud nella notte tra l'8 e il 9 agosto: egli non ebbe dunque parte nella disastrosa battaglia dell'isola di Savo, una cocente disfatta tattica per la marina statunitense.

#### La vittoria a Capo Speranza
Sul finire del mese di agosto, Scott ebbe il Buchanan, il Monssen e l'Hobart sostituiti dai due incrociatori pesanti Salt Lake City e San Francisco: con questo gruppo fu inserito nella Task Force 18 del contrammiraglio Leigh Noyes, che nonostante l'urgente dispaccio del 23 agosto per unirsi alla Task Force 11 non fece in tempo a dare il proprio appoggio nel corso della battaglia delle Salomone Orientali. Il 9 ottobre un convoglio carico di truppe dell'esercito partì da Nouméa e il comandante navale del teatro, ammiraglio Robert Ghormley, allestì tre distinti gruppi navali volti a scongiurare azioni offensive nipponiche: la Task Force 64, incaricata di fornire protezione diretta ai trasporti e dunque di pattugliare il braccio di mare dinanzi Guadalcanal, fu affidata al retroammiraglio Scott. L'11 ottobre, nel pomeriggio, venne avvistata da un ricognitore aereo una squadra giapponese diretta su Guadalcanal e Scott studiò subito un piano di battaglia per effettuare il taglio del T alle navi avversarie, che spesso nei mesi precedenti avevano agito in linea di fila per meglio bombardare l'aeroporto Henderson sull'isola. La battaglia navale notturna si svolse fin verso le 00:30 del 12 ottobre a ovest di Savo e Scott, a bordo dell'ammiraglia San Francisco, ottenne un buon successo tattico per la marina statunitense, di solito carente in questo tipo di scontri. Non riuscì, però, a impedire che i giapponesi sbarcassero 800 soldati e attrezzature varie nei pressi di Kokumbona.

#### La morte a Guadalcanal

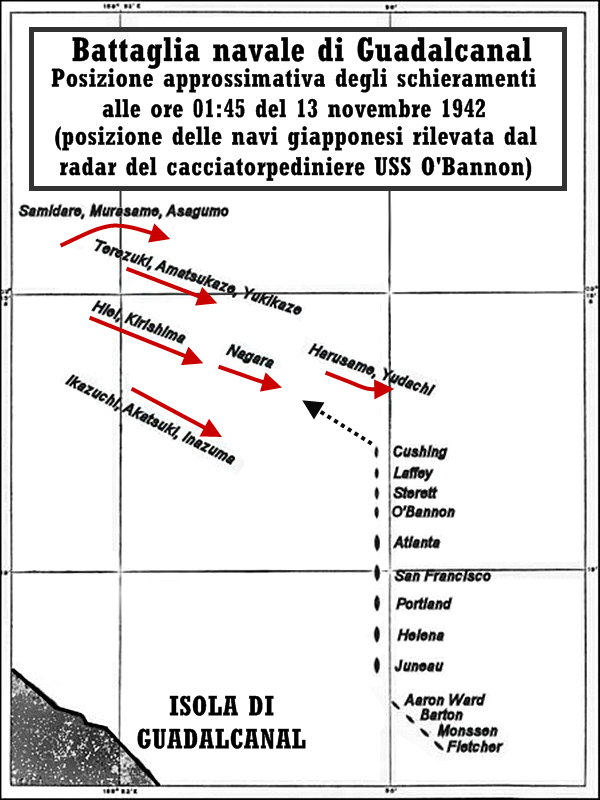
La posizione delle navi giapponesi e statunitensi nella battaglia navale di Guadalcanal alle 01:45 del 13 novembre. Entrambe le flotte aprirono il fuoco alle 01:48 quando le formazioni si incrociarono tra loro e cominciarono a frammentarsi in gruppi separati, dando inizio ad una confusa battaglia

Per l'inizio del mese di novembre sia gli Stati Uniti che l'Impero nipponico decisero di inviare una serie di convogli per rafforzare i rispettivi schieramenti; in particolare i giapponesi previdero lo sbarco di un numeroso contingente tra il 12 e il 14 novembre da proteggere con una grande flotta, comprendente anche due corazzate. In campo statunitense l'ammiraglio William Halsey, a capo delle forze navali delle Salomone, dispose un arrivo del convoglio scaglionato tra l'11 e il 12 del mese: i primi tre trasporti d'assalto (Libra, Betelgeuse, Zeilin), facendo parte della più vasta Task Force 67 dell'ammiraglio Frank Fletcher, compirono la traversata e giunsero a destinazione sotto la scorta del TG (Task Group) 62.4 di Scott. Ai suoi diretti ordini Scott aveva l'incrociatore leggero Atlanta (sua nave ammiraglia) e i cacciatorpediniere Aaron Ward, McCalla, Lardner e Fletcher. Il giorno 13 venne assemblata una formazione navale con due incrociatori pesanti (San Francisco e Portland), tre incrociatori leggeri (Helena, Juneau e Atlanta) e otto cacciatorpediniere (Cushing, Laffey, Sterett, O'Bannon, Aaron Ward, Barton, Monssen e Fletcher), il cui comando fu assunto dal contrammiraglio Daniel Callaghan, da poco giunto sul fronte del Pacifico ma in questo frangente suo superiore per anzianità,, che iniziò il pattugliamento delle coste settentrionali di Guadalcanal alle 22:00 circa per intercettare una forza navale giapponese avvistata nel corso del 12 novembre. Il combattimento tra le due formazioni esplose d'improvviso alle 01:50 del 13 novembre, quando la squadra statunitense era inavvertitamente penetrata nello schieramento giapponese che le tagliava la T: una delle prime salve nipponiche, sparate dalla breve distanza di 1.500 metri, investì in pieno l'incrociatore Atlanta uccidendo sul colpo Scott e gran parte del suo stato maggiore. Poco più tardi, anche il parigrado Callaghan perse la vita a bordo della sua ammiraglia. Nel dettaglio, una fonte riporta che fu un proietto da 356 mm a distruggere il ponte di comando dell'Atlanta provocando la morte di Scott. Vi è anche una terza, autorevole fonte, che afferma invece la responsabilità dell'incrociatore San Francisco, che avrebbe confuso l'Atlanta per una nave giapponese e l'avrebbe cannoneggiata, uccidendo il comandante Scott.
In memoria di Scott vennero varati due cacciatorpediniere: lo USS Scott (DD-690), che prestò servizio dal 1943 al 1973, e lo USS Scott (DD-995) della Classe Kidd, messo in servizio nel 1981 e attualmente operativo con la marina militare di Taiwan.

## Onorificenze
Il retroammiraglio Norman Scott fu decorato postumo con la Medal of Honor, anche in ricordo della vittoria presso capo Speranza. La medaglia gli fu conferita con questa motivazione: